# Штутово (гміна)
Гміна Штутово (пол. Gmina Sztutowo) — сільська гміна у північній Польщі. Належить до Новодворського повіту Поморського воєводства.
Станом на 31 грудня 2011 у гміні проживало 3652 особи.

## Територія
Згідно з даними за 2007 рік площа гміни становила 107.49 км², у тому числі:
- орні землі: 32.00%
- ліси: 17.00%

Таким чином, площа гміни становить 16.47% площі повіту.

## Населення
Станом на 31 грудня 2011:
| Опис     | Загалом | Загалом | Чоловіки | Чоловіки | Жінки | Жінки |
| -------- | ------- | ------- | -------- | -------- | ----- | ----- |
| одиниця  | осіб    | %       | осіб     | %        | осіб  | %     |
| все      | 3652    | 100     | 1815     | 49.70    | 1837  | 50.30 |
| міське   | 0       | 100     | 0        |          | 0     |       |
| сільське | 3652    | 100     | 1815     | 49.70    | 1837  | 50.30 |

## Сусідні гміни
Гміна Штутово межує з такими гмінами: Криниця-Морська, Новий Двур-Ґданський, Стеґна, Толькмицько.